# Očenašica
Očenašica (melika, melija, lat. Melia), maleni biljni rod iz porodice jasenjačevki (Meliaceae) kojoj pripadaju dvije ili tri vrste listopadnog korisnog drveća, od kojih su poznate očenašica ili melika perasta (Melia azedarach) i  Melia volkensii, afrička vrsta iz Etiopije, Somalije, Kenije i Tanzanije.
Očenašica je raširena danas širom svijeta jer je uvezena u brojne države, a podrijetlom je iz južne i istočne Azije. Ime roda Melia dolazi od istoimene riječi melia, u značenju jasen, a zbog sličnosti njegovih listova s jasenovim.
Očenašica naraste do 12 metara visine. Listovi su naizmjenični, nazubljeni, dugi do 50 cm, a nalaze se na dugim peteljkama. Cvjetovi su dvospolni i mali, svjetloljubičastih latica. Plod je otrovna koštunica, blijedosmeđe boje.
Drvo očenašica koristi se za izradu namještaja i puhačkih glazbala, dok se ekstrakti od listova i cvjetova koriste kao prirodni pesticidi.
Od oko 45 vrsta svega su tri priznate.

## Vrste
1. Melia azedarach L.
2. Melia dubia Cav.
3. Melia volkensii Gürke